# De Kalb (Missouri)
Pour les articles homonymes, voir DeKalb.
De Kalb est une ville du comté de Buchanan, dans le Missouri, aux États-Unis,. Située au sud-ouest du comté, elle est incorporé en 1850.

## Histoire
La ville est fondée en 1839 sous le nom de Bloomington. Elle est renommée, en 1851, en référence à Johann de Kalb, major général dans l'armée continentale pendant la Guerre d'indépendance des États-Unis.

## Démographie
Lors du recensement de 2010, la ville comptait une population de 220 habitants. Elle est estimée, en 2016, à 219 habitants.

## Source de la traduction
- (en) Cet article est partiellement ou en totalité issu de l’article de Wikipédia en anglais intitulé « De Kalb, Missouri » (voir la liste des auteurs).